# Académie des beaux-arts de Bratislava
L’Académie des beaux-arts de Bratislava (slovaque : Vysoká škola výtvarných umení v Bratislave ou VŠVU) est un établissement d'enseignement supérieur artistique et de recherche slovaque créé à Bratislava en 1949.

## Spécialités
Les spécialités offertes aux étudiants sont les suivantes :
- Beaux-Arts,
- Design,
- Architecture,
- Restauration,
- Théorie et histoire de l'art.